# Drakenbootfeest
Het Drakenbootfeest, het Duanwufestival of Tuen-ngfestival (Chinees: 端午節 / 端午节, Hanyu pinyin: Duānwǔjié) is een traditionele Chinese feestdag. Het is een feestdag op het vasteland van China en Taiwan; in Hongkong en Macau heet het Tuen Ng Jit. In het Nederlands wordt het feest, of varianten daarop, ook aangeduid als Drakenbootfestival.

## Geschiedenis
Het festival wordt gevierd om de dood van de dichter en minister Qu Yuan (ca. 340-278 v.Chr.) van de oude staat Chu ten tijde de periode van de Strijdende Staten van de Zhou-dynastie te herdenken. Qu Yuan, een cadetlid van het koninklijk huis van Chu, diende in hoge functies.  Toen de koning echter besloot om een bondgenootschap aan te gaan met de steeds machtiger wordende staat Qin, werd Qu Yuan verbannen daar hij zich tegen de alliantie verzette en zelfs beschuldigd van verraad. Tijdens zijn ballingschap schreef Qu Yuan veel poëzie.  Achtentwintig jaar later veroverde Qin de hoofdstad Ying van Chu.  In wanhoop pleegde Qu Yuan zelfmoord door zichzelf te verdrinken in de Miluo Jiang.
Er wordt gezegd dat de lokale bevolking, die Qu Yuan bewonderde, zich in hun boten haastten om hem te redden, of in ieder geval zijn lichaam op te halen. Dit zou de oorsprong zijn van de drakenbootraces. Toen zijn lichaam niet kon worden gevonden, lieten de mensen ballen van kleefrijst in de rivier vallen, zodat de vissen die zouden opeten in plaats van het lichaam van Qu Yuan.  Dit zou de oorsprong van zongzi zijn.

## Praktijken en activiteiten
Het Drakenbootfeest vindt plaats op de vijfde dag van de vijfde maand van de Chinese kalender. Het feest omvat het eten van zongzi (dat zijn grote rijstwraps) en (vooral in China) het houden van drakenbootraces.
Het Drakenbootfeest wordt ook gevierd in andere Oost-Aziatische landen. In Japan heet het Kodomo no hi, in Korea heet het Dano en in Vietnam heet het Tết Đoan ngọ.
Ook op andere continenten viert de Chinese diaspora het Drakenbootfeest; tevens zijn er varianten in omloop die slechts losjes zijn gebaseerd op het oorspronkelijke Chinese feest. In Europa worden drakenbootfestivals onder meer georganiseerd in Nederland (Apeldoorn, Utrecht (Leidsche Rijn), Rotterdam, Helmond, Vroomshoop en Kollum) en België (Antwerpen).
Sinds 2009 staat het Drakenbootfeest vermeld op de Lijst van Meesterwerken van het Orale en Immateriële Erfgoed van de Mensheid.